# Санфорд (вулкан)
Санфорд (англ. Mount Sanford) — щитовидный вулкан высотой 4949 метров, расположенный на востоке Аляски рядом с рекой Коппер. Это третий по высоте вулкан США после вулканов Бона и Блэкберн. Южный склон вулкана возвышается на 2400 метров на участке протяженностью 1600 метров, что делает этот склон одним из самых крутых в Северной Америке.

## Геология
Санфорд состоит в основном из андезита. Это древний вулкан времён плейстоцена, хотя некоторые верхние части его образовались уже в голоцене. Вулкан начал образовываться 900 000 лет назад, начиная расти на базе трёх более мелких щитовидных вулканов, которые впоследствии срослись. Два значительных потока лавы — поток, прошедший 18 километров на северо-восток, а также ещё один поток, который извергался из рифтовой зоны сбоку от вулкана около 320 000 лет назад. Второй из этих потоков — базальтовый, и он является последней отмеченной активностью вулкана. Возраст пород был определён с помощью радиометрии.

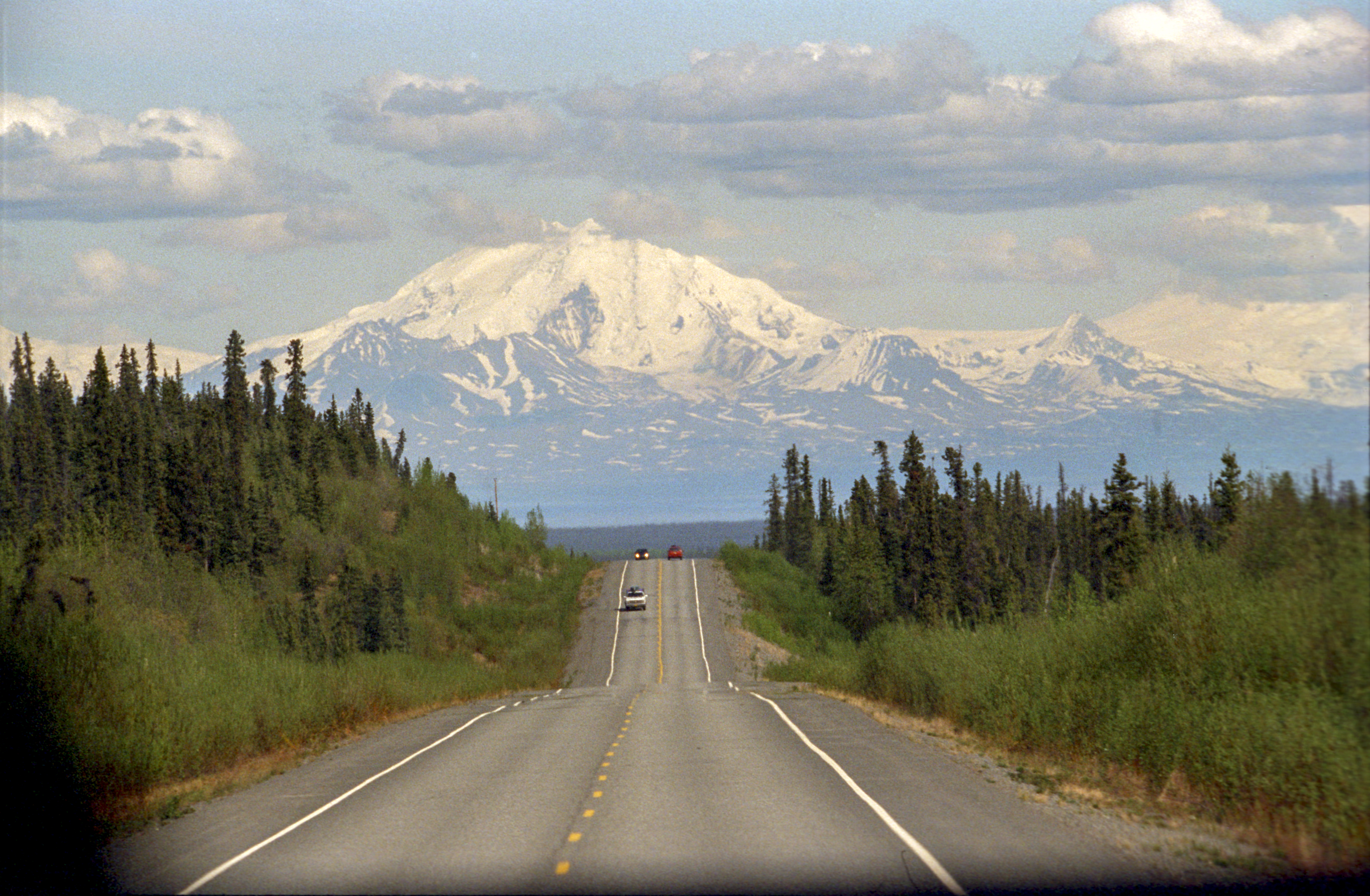
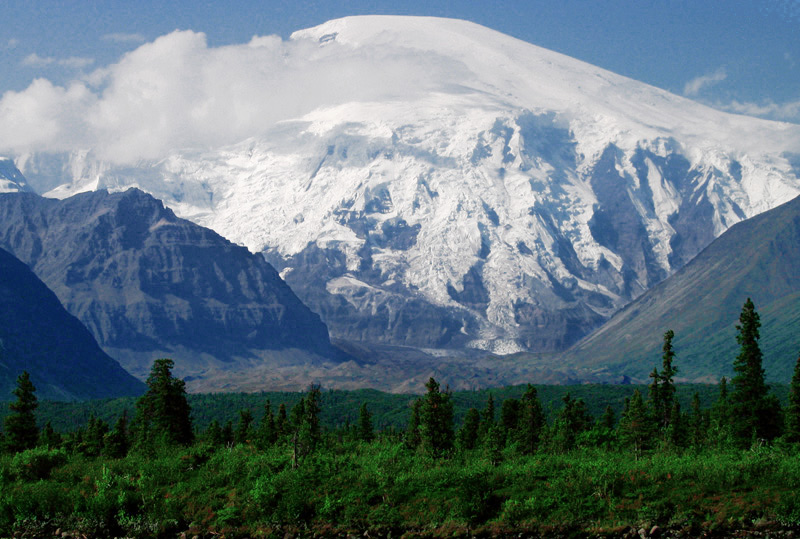